# Парк Тиволи (Љубљана)
Парк Тиволи (Љубљана) ( словен. Mestni park Tivoli ) је највећи парк у Љубљани, главном граду Словеније. Налази се на западној периферији централног дистрикта, који се протеже до дистрикта Шишка на северу, до Вич дистрикта на југу, и Рожник дистрикта на западу. Неколико знаменитих зграда и уметничких дела налази се у парку. Од 1984. године парк је заштићен у склопу Парка природе Тиволи – Рожник – Шишка брдо. У њему живе разне врсте птица.

## Обележја

### Архитектура
Дворац Тиволи
Дворац Тиволи је летњиковац и завршетак је шеталишта Јакопич. Изграђен у 17. веку на рушевинама претходног ренесансног дворца,  у почетку је био власништво језуита. Средином 19. века реновирао га је маршал Јозеф Радецки (Joseph Radetzky) (1766–1858) у неокласичном стилу, што му је дало данашњи изглед. Аустријски вајар Антон Доминик Фернкорн (Anton Dominik Fernkorn) (1813–1878) је 1864. дизајнирао четири пса од ливеног гвожђа која стоје испред дворца. Пошто пси немају језике, прича се да је Фернкорн извршио самоубиство пуцајући на себе због ове грешке. Иза дворца је зграда у алпском стилу звана Швицарија (" Швајцарска", некада Хотел Тиволи). Потпуно је обновљена последњих година и сада је претворена у културни центар. Крај ње води стаза природе Јесенко.   
Дворац Цекин
Зграда Цекин је дворац на северној ивици парка Тиволи. У њему се од 1951. године налази Музеј савремене историје Словеније (Muzej novejše zgodovine Slovenije). Дворац је саграђен 1720. године, по наруџби Леополда Ламберга (Leopold Lamberg), а на основу планова бечког барокног архитекте Фишера фон Ерлаха (Fischer von Erlach).   
Хала Тиволи
Хала Тиволи је комплекс две вишенаменске затворене спортске арене поред дворца Цекин. Комплекс, заснован на плановима архитекте Марјана Божича и инжењера Станка Блоудека, отворен је 1965. године. Већа арена за хокеј на леду има капацитет за седење 7.000 људи. Када је именована за домаћина кошаркашких утакмица, капацитет је прилагођен на 6000. Мања кошаркашка дворана има капацитет за смештај од 4.500 људи. У овој дворани су се до 2011. одржавале домаће утакмице професионалне кошаркашке екипе КК Унион Олимпија, док је у већој дворани професионални хокејашки клуб ХДД Олимпија Љубљана. 
Рибњак Тиволи
На југозападном крају парка Тиволи налази се Тиволи рибњак (словен. Tivolski ribnik). Рибњак је у облику правоугаоника, плитак, мале запремине. У 2011. години темељно је реновиран. Користи се за рекреацију, риболов и као резервоар за контролу и сузбијање поплава. Служио је као тема визуелних уметника и музичара. У рибњаку је мала бронзана статуа под називом "Рибе" подигнута 1994. године.  То је приказ две вертикално стојеће рибе, коју је 1935. створио експресионистички вајар Франце Краљ. На травњаку поред рибњака, библиотека на отвореном ради по топлом времену, као и радионица о рециклирању књига и других штампаних материјала под називом "Читани". Зими се библиотека усељава у оближњи стакленик.
Стакленик и врт са ружама
Стакленик са тропским биљкама, којим управља Љубљанска ботаничка башта, налази се близу северозападног краја рибњака.  Поред стакленика, налази се врт са ружама, настао од 1993. до 1994. године, а обновљен 2007. године. Преко 160 врста ружа, укључујући и први словенски род, „ Прешерен “, додато је у 2010. години. Све су означене плочицом. 
Игралиште
Од фебруара 1941. до јула 1943. у време италијанске анексије Љубљане, парк у близини рибњака уређен је на основу планова архитекте Бориса Кобеа. Поставио је игралиште унутар кружног дизајна повезаног са језерцем као средишним обележјем. Игралиште под називом Дечји рај завршено је уз финансијску помоћ Емилија Грациолија (Emilio Grazioli), првог високог комесара Љубљанске провинције. Отворено је церемонијом 11. јула 1943, којој су присуствовали бројни становници Љубљане, градоначелник Љубљане Леон Рупник и високи комесар, Ђузепе Ломбраса (Giuseppe Lombrassa), уз благослов љубљанског надбискупа Грегорија Рожмана. Догађај се догодио током периода „ културне тишине “, када су биле заустављене све културне активности везане за анексију, коју је наредио Словеначки ослободилачки фронт.  Комунистичка партија и секретар Ослободилачког фронта Љубљане Владимир Кривиц окарактерисали су је као "скандал" за њихов покрет. 

### Скулптуре
У близини северног краја рибњака, на врху степеништа које води ка дворцу Тиволи, налази се бронзана скулптура Зденка Калина, под називом Pastirček  ("Пастир") или Deček s piščalko („Дечак са звиждаљком“). Настао је 1942. године и подигнут 1. маја 1946. године. То је буколичка статуа дечака са пиштаљком који маршира и представља један од врхунаца словеначке фигуративне уметности.
Босански вајар Слободан Пејић 2000. године је трансформисао је 300-годишњи храст који је пао у олуји у скулптуру под називом Сожитје ("Суживот "). Актом је предложио зачетак врта скулптура у парку. Скулптура је ретка комбинација храста и бронзе. Високa је 4 м и зарасла у маховину и лишаје. Дрво обухвата бронзани унутрашњи део под називом Чисто срце.
У септембру 2004. године, поводом стогодишњице његовог рођења, у непосредној близини језерца на њеној јужној страни свечано је откривена седећа статуа песника, писца и преводиоца Едварда Коцбека. То је бронзана статуа вајара Боштјана Дриновца.  

## Историја
Парк Тиволи заснован је по плановима инжењера Жана Бланшара из 1813. године, када је Љубљана била главни град француских Илирских провинција. Он се придружио већ постојећим парковима, око дворца Тиволи (који се у то време звао Podturn Manor) и око дворца Цекин и повезао их са центром града.
Рибњак је ископан 1880. године. Касније је коришћен за веслање и клизање, и за риболов. Расадник стабала је у парку основала градска општина 1894. године. Водио га је чешки баштован Вацлав Хејниц, који је први професионални баштован у Тиволију, и који је делове парка уредио 1920-их. У исто време, парк је обновио и архитекта Јоже Плечник, који је пројектовао Јакопичево шеталиште које води кроз парк, стварајући линеарну визуелну осовину која иде од дворца Тиволи преко Цанкареве улице и улице Чоп до Прешерновог трга, преко Тромостовја, а завршава у Љубљанском дворцу.